# Zuvapit Traipornworakit
Zuvapit Traipornworakit (สุวพิชญ์ ไตรพรวรกิจ), nota anche con lo pseudonimo di Baitoei (ใบเตย) (Bangkok, 8 agosto 1992), è un'attrice thailandese.

## Filmografia

### Cinema
- Love In The Rain, regia di Worrawech Danuwong (2013)
- Kwam Lab Nang Man Rai, regia di Ong-art Cheamcharoenporn (2014)
- Puen-Keed-Sentai (2015)
- Chalui Tae Khob Fah, regia di Adirek Wattaleela (2015)

### Cortometraggi
- Su Tong Pae: Mitdtrapaap atittaan gaan waylaa (2015)

### Televisione
- Ban Tuek Kam - serie TV (2012)
- 37.5 The Stories - serie TV (2014)
- Pen Tor - serie TV, 1 episodio (2014)
- LOL - The Series - serie TV, 24 episodi (2015)
- Ting Wai Glahng Tahng - The Series - serie TV (2015)
- Fly To Fin - serie TV, 1 episodio (2015)
- Time in a Bottle - film TV (2015)
- The Horror Friend - serie TV (2015)
- Peen Pha Kwa Love - serie TV, 4 episodi (2016)
- Somtum Hamburger - serie TV (2016)
- Club Friday the Series 7 - Het gert jahk kwarm rak - serie TV (2016)
- Reuang Dee Dee Doi Banteuk Gam - serie TV (2016)
- True Love Story - serie TV (2016)
- Encore 100 Million Views - serie TV (2016)
- TalkTalk of the Town - serie TV, 1 episodio (2016)
- U-Prince Series - serie TV, 5 episodi (2016-2017)
- Love Songs Love Series - serie TV (2017)
- Bangkok rak Stories - serie TV, 13 episodi (2017)
- Gaeng Gao Kayao Krua - serie TV (2018)
- The Crime - serie TV (2018)

### Video musicali
- Clash - Pleng Soot Tai (2009)
- Vivid Bavornkiratikajorn - Nai Keun Tee Ter Haai Bpai (2010)
- Whatcharawalee - Avenue (2011)
- SPF - Mee Sit Arai (2012)
- Sunshine - Kum Kah Kon (2013)
- Big Ass - Lom Plian Tit (2013)
- Nakharin Kingsak - Kae Lor Len (2014)[1]
- Potato - Ting Wai Glahng Tahng (2015)
- Potato - Roy (2015)
- Labanoon - Pae Tahng (2016)